# Kurtis Blow (álbum)
Kurtis Blow es el álbum debut homónimo del rapero estadounidense Kurtis Blow, lanzado en 1980 por Mercury. El álbum incluye la canción The Breaks, que sería usada años después en samples de otras canciones del género, siendo distintivo el fragmento introductorio de la canción donde canta Blow acapella.
En el 2020 el álbum fue ubicado en el puesto 71 de la lista de los 80 mejores álbumes de 1980 de la revista Rolling Stone.